# 대마왕 쿡
대마왕 쿡은 격투 요리 전설 비스트로 레시피의 등장인물이다. 오인성. 돈 쿡(ドン・クック).

## 소개
어둠의 요리사들을 이끄는 지배자 요리몬을 도구로만 쓴다.